# Tour Snam
La tour Snam (en italien : Torre Snam) est un bâtiment de Milan en Italie.

## Histoire
Conçu par le cabinet d’architecture Piuarch, lauréat d’un concours international spécialement organisé, le bâtiment est développé par Covivio. En mai 2021, il est annoncé qu’à la suite d’un acte de vente entre Covivio et Snam, la tour deviendra le nouveau siège de cette dernière, en complément de son siège historique à San Donato Milanese,.

## Description
Le bâtiment, qui atteint une hauteur de 61 mètres pour 14 étages, se compose de trois volumes superposés, caractérisés par leur décalage. Le projet prévoit également la création d’un espace vert de 8 500 m2 autour du bâtiment, aménagé par le paysagiste Antonio Perazzi,.